# 베티 블루
베티 블루(영어: Betty Blue '37.2, 프랑스어: 37.2 Le Matin)는 1986년에 개봉된 프랑스의 영화이다. 대한민국에서는 2000년 8월 19일에 재개봉된 바 있다.

## 출연진
- 장 위그 앙글라드: 조그 역
- 베아트리체 달: 베티 역
- 제라르 다르몽: 에디 역
- 콘스엘로 드 하빌런드: 리사 역
- 클레망틴 세라리에: 애니 역